# Luxembourg au Concours Eurovision de la chanson 1960
Le Luxembourg a participé au Concours Eurovision de la chanson 1960, alors appelé le « Grand prix Eurovision de la chanson européenne 1960 », à Londres, au Royaume-Uni. C'est la 4e participation luxembourgeoise au Concours Eurovision de la chanson, après s'être retiré du concours en 1959.
Le pays est représenté par Camillo Felgen et la chanson So laang we's du do bast, sélectionnés en interne par Télé Luxembourg.

## Sélection interne
Le radiodiffuseur luxembourgeois, Télé Luxembourg, choisit l'artiste et la chanson en interne pour représenter le Luxembourg au Concours Eurovision de la chanson 1960.
Lors de cette sélection, c'est Camillo Felgen et la chanson So laang we's du do bast, avec Eric Robinson comme chef d'orchestre, qui furent choisis. C'est la première fois qu'un chanteur originaire du Luxembourg représente le grand-duché et que la chanson est interprétée en luxembourgeois.

## À l'Eurovision
Chaque pays avait un jury de dix personnes. Chaque membre du jury pouvait donner un point à sa chanson préférée.

### Points attribués par le Luxembourg
| 5 points | Royaume-Uni                          |
| 1 point  | Danemark France Italie Monaco Suisse |

### Points attribués au Luxembourg
| 10 points | 9 points | 8 points | 7 points | 6 points |
| --------- | -------- | -------- | -------- | -------- |
|           |          |          |          |          |
| 5 points  | 4 points | 3 points | 2 points | 1 point  |
|           |          |          |          | - Italie |

Camillo Felgen interprète So laang we's du do bast en 3e position, après la Suède et avant le Danemark. Au terme du vote final, le Luxembourg termine 13e et dernier, recevant un seul point de la part du jury italien.